# Ptiloglossa
Ptiloglossa är ett släkte av bin. Ptiloglossa ingår i familjen korttungebin.

## Dottertaxa tillPtiloglossa, i alfabetisk ordning[1]
- Ptiloglossa absurdipes
- Ptiloglossa aculeata
- Ptiloglossa aenigmatica
- Ptiloglossa amita
- Ptiloglossa arizonensis
- Ptiloglossa buchwaldi
- Ptiloglossa concinna
- Ptiloglossa costaricana
- Ptiloglossa cyaniventris
- Ptiloglossa decipiens
- Ptiloglossa decora
- Ptiloglossa dubia
- Ptiloglossa ducalis
- Ptiloglossa eburnea
- Ptiloglossa eximia
- Ptiloglossa fassli
- Ptiloglossa fulvonigra
- Ptiloglossa fulvopilosa
- Ptiloglossa generosa
- Ptiloglossa giacomelli
- Ptiloglossa goffergei
- Ptiloglossa guinnae
- Ptiloglossa hemileuca
- Ptiloglossa hondurasica
- Ptiloglossa hoplopoda
- Ptiloglossa immixta
- Ptiloglossa jonesi
- Ptiloglossa lanosa
- Ptiloglossa latecalcarata
- Ptiloglossa lucernarum
- Ptiloglossa magrettii
- Ptiloglossa matutina
- Ptiloglossa mayarum
- Ptiloglossa mexicana
- Ptiloglossa olivacea
- Ptiloglossa ollantayi
- Ptiloglossa pallida
- Ptiloglossa pallipes
- Ptiloglossa pretiosa
- Ptiloglossa psednozona
- Ptiloglossa rugata
- Ptiloglossa stafuzzai
- Ptiloglossa steinheili
- Ptiloglossa styphlaspis
- Ptiloglossa tarsata
- Ptiloglossa tenuimarginata
- Ptiloglossa thoracica
- Ptiloglossa tomentosa
- Ptiloglossa torquata
- Ptiloglossa trichrootricha
- Ptiloglossa willinki
- Ptiloglossa wilmattae
- Ptiloglossa virgili
- Ptiloglossa xanthorhina
- Ptiloglossa xanthotricha